# Övra sjön
Övra sjön är en sjö i Lindesbergs kommun i Västmanland och ingår i Norrströms huvudavrinningsområde. Sjön har en area på 0,0798 kvadratkilometer och ligger 156,1 meter över havet.

## Delavrinningsområde
Övra sjön ingår i det delavrinningsområde (661570-147231) som SMHI kallar för Utloppet av Kvavsjön. Medelhöjden är 155 meter över havet och ytan är 21,48 kvadratkilometer. Det finns inga avrinningsområden uppströms utan avrinningsområdet är högsta punkten. Albäcksån som avvattnar avrinningsområdet har biflödesordning 3, vilket innebär att vattnet flödar genom totalt 3 vattendrag innan det når havet efter 229 kilometer. Avrinningsområdet består mestadels av skog (83 procent). Avrinningsområdet har 0,65 kvadratkilometer vattenytor vilket ger det en sjöprocent på 3 procent.